# Thyretes montana
Thyretes montana là một loài bướm đêm thuộc phân họ Arctiinae, họ Erebidae.